# Шиманский, Адам
Адам (Иванович) Шиманский (пол. Adam Szymański; 1852—1916) — польский писатель и юрист, известный по своим «Сибирским очеркам», детальным описаниям жизни поляков в ссылке.

## Биография
Родился в Грушневе. В 1872—1877 учился в средней школе в Седльце. Изучал право в Варшавском университете в 1877. За свое участие в «Национальном правительстве» 1877 Адама Станислава Сапеги и за помощь Людвику Яну Поплавскому в создании социалистической группы «Сыны родины», был заключен в Варшавской цитадели в течение 1878—1879 годов.
Затем был сослан в Сибирь, где изучал географию и этнографию якутов. Сначала жил в Якутске, а с 1882 в Киренске и Балаганске Иркутской губернии. После 1885 года получил возможность проживать в европейской части России за пределами Польши. В этом же году стал членом Русского императорского географического общества. Вернулся в Варшаву в 1895, а с 1902 года жил в Кракове. На протяжении 1904—1913 годов был редактором журнала «School Reform».
Умер в Москве в 1916 году.
Похоронен на Введенском кладбище.
Основные черты его рассказов — тоска по родине и «культ человека».
Вместе с женой Надеждой имел одного сына, Яна (1881—1953), который унаследовал отцовскую библиотеку. Многие из рукописных материалов Адама Шиманского хранятся в Архиве Польской академии наук (Варшава) и Отделе Ягеллонский библиотеки (Краков), в том числе неоконченное часть работы «Якутская земля и её жители».
После революции в Якутске была найдена переписка с министром внутренних дел, в которой Шиманский предлагал ему свои услуги по части доноса; министр отказал предлагавшему.